# SMS Erzherzog Albrecht
Le SMS Erzherzog Albrecht, du nom de l'archiduc Albert de Teschen, était un navire cuirassé unique construit pour la marine austro-hongroise dans les années 1870, le seul membre de sa classe.
Sa conception était similaire à celle du cuirassé Custoza, mais il a été construit à une taille plus petite; comme Custoza, c'était un navire à batterie centrale en casemate et à coque de fer armé d'une batterie de huit canons lourds. Le navire a été posé en juin 1870, a été lancé en avril 1872 et a été mis en service en juin 1874. La carrière de service du navire était limitée ; des budgets navals serrés ont empêché une politique de flotte active dans les années 1870, qui ne s'est pas sensiblement améliorée dans les années 1880. Sa première période de service actif est survenue en 1881 et 1882, lorsqu'il a aidé à réprimer une révolte dans les Bouches de Kotor (Monténégro). En 1908, il est transformé en navire-école pour l'école d'entraînement au tir, après avoir été rebaptisé Feuerspeier. En 1915, il est devenu un navire-caserne et, après la fin de la Première Guerre mondiale en 1918, a été cédé à l'Italie en tant que prise de guerre. Il a été rebaptisé Buttafuoco, a servi dans la marine italienne comme un ponton pendant la Seconde Guerre mondiale avant d'être mis au rebut en 1950.

## Conception
En 1869, la marine austro-hongroise a demandé à son principal concepteur naval, l'ingénieur en chef Josef von Romako (en), qui avait conçu tous les navires cuirassés antérieurs, de préparer les plans de deux nouveaux cuirassés. Le premier est devenu le Custoza, et le second est devenu Erzherzog Albrecht, ce dernier construit selon une conception légèrement plus petite en raison de pénuries budgétaires. Romako avait tiré lesleçns la bataille de Lissa, combattue en 1866, et avait décidé que les nouveaux navires devraient privilégier les blindages lourds et la capacité de tir frontal pour lui permettre d'attaquer efficacement avec son bélier. Cela nécessitait des compromis sur le nombre de canons et la puissance des machines du navire ; pour compenser le transport de moins d'armes, Romako a adopté le même type de navire à batterie centrale que le navire précédent, Lissa. Contrairement au Lissa à coque en bois, cependant, la coque de Erzherzog Albrecht serait construite avec du fer forgé. Le vice-amiral Wilhelm von Tegetthoff, le vainqueur de Lissa, a approuvé les propositions de Romako pour Erzherzog Albrecht et Custoza, permettant le début de la construction.

## Propulsion
La machinerie du navire était une machine à vapeur à deux cylindres avec sept chaudières, fournie par le chantier naval de Trieste. La puissance maximale de la machine était de 3 969 cv, ce qui donnait une vitesse de 13,83 nœuds. La réserve de charbon était de 47 tonnes de charbon.

## Armure et armement
Le cuirassé a été construit en fer avec une armure en fer forgé : dans la ligne de flottaison 227 mm au milieu du navire. La batterie centrale était comme sur Erzherzog Albrecht répartie sur deux ponts, et blindée jusqu'à 178 mm sur la batterie inférieure et 152 mm sur la batterie supérieure. Les cloisons transversales étaient de 126 mm.
L'artillerie se composait de 8 pièces de canons de 240 mm à chargement par la culasse fabriqués par Krupp, divisé par quatre sur chacun des deux ponts de la casemate. Les canons moyens étaient constitués de 6 pièces de 87 mm L/24 et de deux pièces de 66 mm L/15, fabriqués par Krupp. Une paire de mitrailleuses de 25 mm complétaient l'armement, ainsi que 4 tubes lance-torpilles de 350 mm.

## Galerie

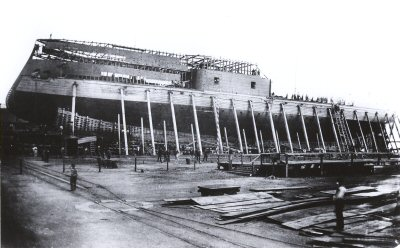
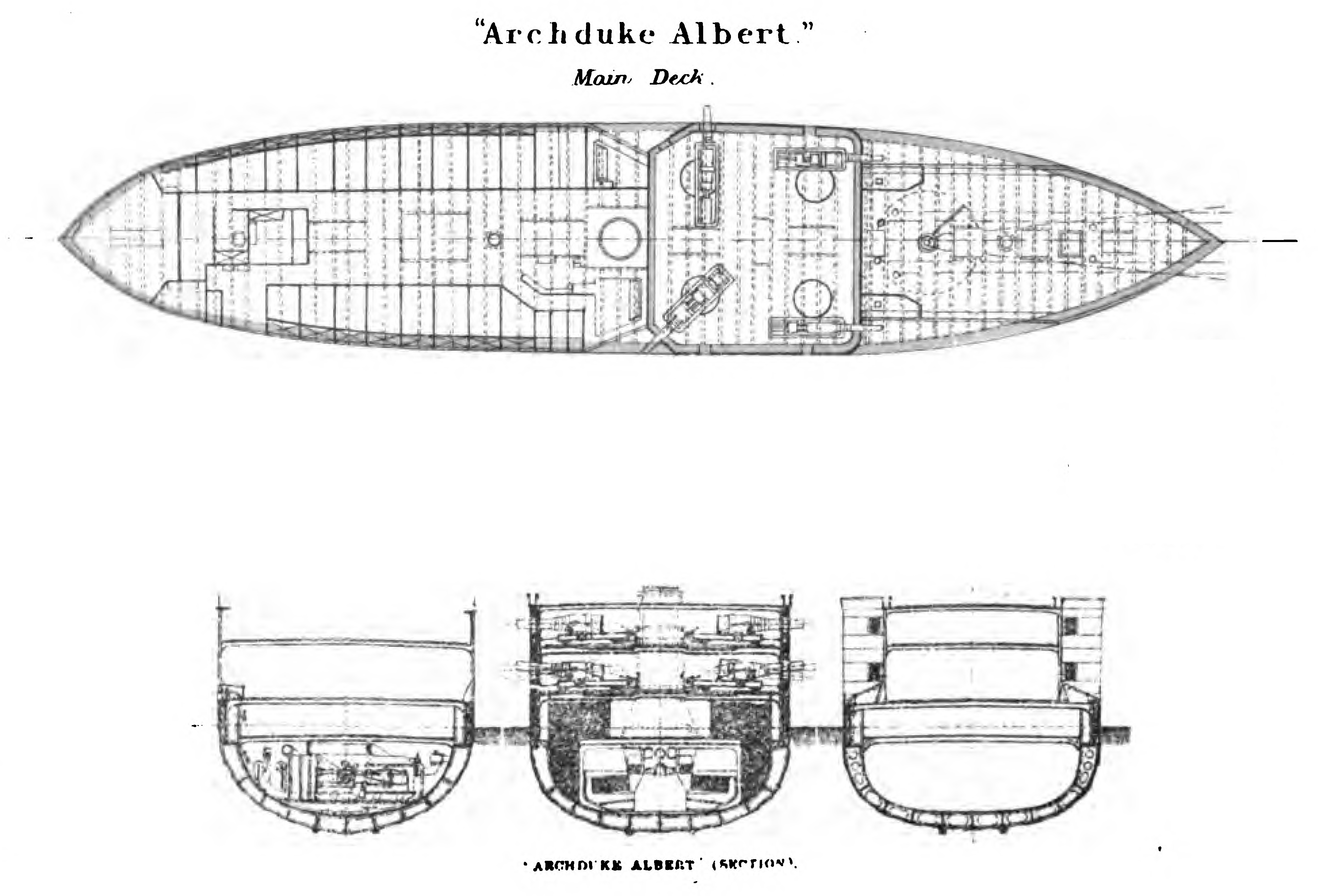